# Nishihara
Nishihara (西原町?, Nishihara-mura) è un villaggio giapponese della prefettura di Okinawa.